# Marquesado de Torre Orgaz
El marquesado de Torre Orgaz es un título nobiliario español creado por el rey Carlos II de España el 31 de marzo de 1699 a favor de Diego de Aponte y Zúñiga, caballero de la Orden de Alcántara.

## Denominación
La denominación del título se refiere al municipio de Torreorgaz, en la provincia de Cáceres.

## Marqueses de Torre Orgaz
|                                 | Titular                                           | Periodo                |
| Creación por Carlos II          | Creación por Carlos II                            | Creación por Carlos II |
| ------------------------------- | ------------------------------------------------- | ---------------------- |
| I                               | Diego de Aponte y Zúñiga                          | 1699-1704              |
| II                              | Fernando de Aponte y Ulloa                        | 1704-1741              |
| III                             | Diego María de Aponte y Ulloa                     | 1741-¿?                |
| IV                              | Fernando de Aponte Y Ulloa                        | ¿?-¿?                  |
| V                               | Manuel María de Aponte y Topete                   | ¿?-¿?                  |
| VI                              | Vicente María de Aponte y Ovando                  | ¿?-1823                |
| VII                             | Manuel de Aponte y Ortega-Montañez                | 1823-1864              |
| VIII                            | María de las Mercedes de Aponte y Ortega-Montañés | 1864-1896              |
| IX                              | García Ramón de Arce y Aponte                     | 1897                   |
| Rehabilitación por Alfonso XIII |                                                   |                        |
| X                               | María de los Remedios de Jaraquemada y Velasco    | 1918-1963              |
| XI                              | Gonzalo de Velasco y Solís                        | 1963-1980              |
| XII                             | Manuel de Velasco y Sánchez-Arjona                | 1982-1995              |
| XIII                            | María Lourdes de Velasco y Peche                  | 1996-actual titular    |

## Historia de los marqueses de Torre Orgaz

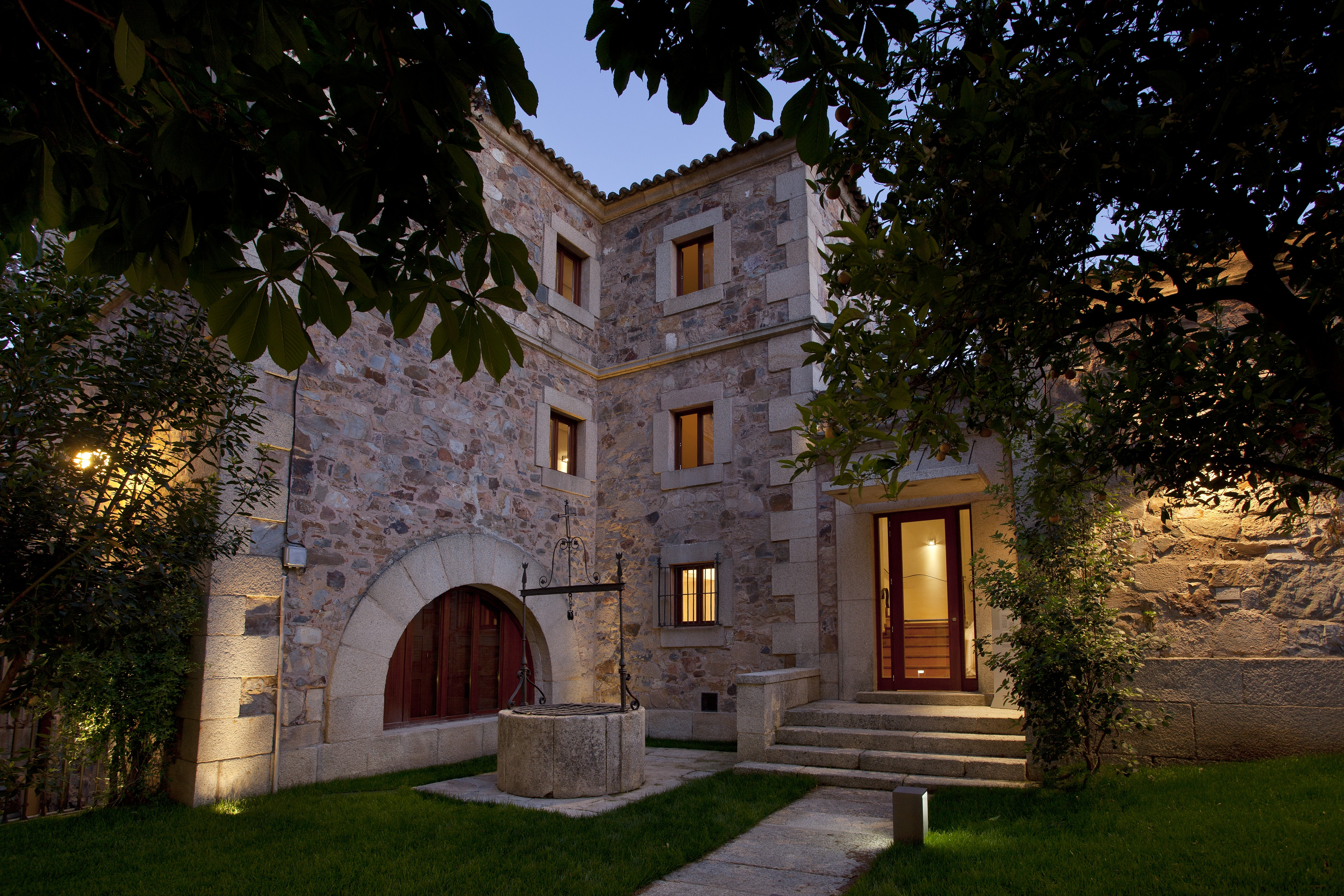
Palacio de los Marqueses de Torreorgaz, hoy el Parador de Cáceres

- Diego de Aponte y Zúñiga (Alcántara, San Vicente, 7 de diciembre de 1642-Cáceres, 17 de octubre de 1704), I marqués de Torre Orgaz,[1] vecino y regidor perpetuo de Cáceres, caballero de la Orden de Alcántara y dueño del palacio de los Marqueses de Torre Orgaz.[2] Hijo de Antonio de Aponte y Aldana y de su esposa Juana Topete y Palomeque.[3]

Casó en primeras nupcias el 7 de enero de 1660 con su prima Inés de Aldana. Contrajo un segundo matrimonio con María de Contreras, después llamada María de Ulloa y Córdoba (Plasencia, 30 de octubre de 1649-Cáceres, 14 de febrero de 1713), VII señora de Torreorgaz. Le sucedió su hijo del segundo matrimonio:
- Fernando de Aponte y Ulloa (bau. La Antigua de Alcántara, 23 de agosto de 1673-Cáceres, 7 de julio de 1741), II marqués de Torre Orgaz.[3]

Casó, en Almocóbar el 8 de octubre de 1700, con su prima Leonor Topete y Barco (bau. Almocóbar, 21 de diciembre de 1678-Cáceres, 1 de abril de 1755), hija de Pedro Francisco Topete y Palomeque, caballero de la Orden de Alcántara, y de su esposa Isabel del Barco y Oviedo, con sucesión.
- Diego María de Aponte y Ulloa (n. Alcántara, 30 de mayo de 1705), III marqués de Torre Orgaz.[3]

- Fernando de Aponte Ulloa y Córdoba, IV marqués de Torre Orgaz.[3]

- Manuel María de Aponte y Topete (n. Cáceres, 15 de enero de 1759), V marqués de Torre Orgaz.[3] Sucedió en 1816:[6]

- Vicente María de Aponte y Ovando (Cáceres, 24 de julio de 1799-Cáceres, 19 de junio de 1823), VI marqués de Torre Orgaz,[3] II marqués de Camarena la Real, alférez mayor perpetuo de Cáceres, alcaide del castillo y casa fuerte de Arguijuelas de Abajo y regidor perpetuo de Alcántara.[6]

Casó, el 24 de octubre de 1819, en la iglesia de los Portugueses, con Ramona de Ortega-Montañés y Jarava. Le sucedió su hijo:
- Manuel de Aponte y Ortega-Montañez (Cáceres, 24 de septiembre de 1821-Madrid, 8 de enero de 1864), VII marqués de Torre Orgaz[7] y IV marqués de Camarena la Real.

Sin descendencia, sucedió su hermana:
- María de las Mercedes de Aponte y Ortega-Montañés (Cáceres, 3 de octubre de 1822-Cáceres, 11 de octubre de 1896), VIII marquesa de Torre Orgaz, por real carta de sucesión de 31 de mayo de 1864.[6] y V marquesa de Camarena la Real.[6]

Casó en primeras nupcias el 24 de septiembre de 1840, en Cáceres, con su primo en segundo grado, José Francisco de Paula de Arce y Colón de Larreátegui (m. Cáceres, 27 de febrero de 1856), VI marqués del Reino, VII marqués de Camarena la Vieja, VI conde de Encinas y último señor de los mayorazgos de Diego de Cáceres y de Francisco de Ovando. Contrajo segundas nupcias Miguel María Jalón y Larragoiti, X marqués de Castrofuerte y vizconde de Castilfalé. Le sucedió, en abril de 1897, el único hijo que sobrevivió de su primer matrimonio:
- García Ramón de Arce y Aponte (Cáceres, 2 de noviembre de 1844-Foz do Douro, Oporto, 4 de septiembre de 1897),[6] IX marqués de Torre Orgaz,[10] VIII marqués de Camarena la Vieja, VII conde de Encinas, VI conde de los Corbos y diputado a Cortes en 1871 y 1872.[6]

No contrajo matrimonio pero tuvo mucha descendencia ilegítima.
Rehabilitado en 1918 por
- María de los Remedios de Jaraquemada y Velasco (n. Fregenal de la Sierra, 28 de marzo de 1873), X marquesa de Torre Orgaz desde 4 de julio de 1918, hija de Álvaro de Jaraquemada y Cabeza de Vaca, I conde pontificio de Jaraquemada, y de su esposa y prima María de la Concepción de Velasco y Jaraquemada, por ser nieta materna de Ignacio de Velasco y Colón, II marqués de Riocabado, y de su esposa Luisa Josefa Gutiérrez de la Barreda y Muñoz, la cual era hija de Fernando Gutiérrez de la Barreda y Cabrera y de su esposa María Luisa Muñoz y Perero, nieta materna de Álvaro o Lorenzo Muñoz (de Loaysa) y Sánchez de Teruel Vera y Ortiz de Zúñiga, de Ciudad Real, señor de la Hacienda de San Cristóbal, y de su esposa Manuela Perero y Aponte Ulloa y Córdoba (1748-?) y bisnieta de Miguel Alonso Perero y Ulloa (1715-1782) y de su esposa y prima Rosa María de Aponte y Zúñiga Topete y Córdoba (1709-1756), hija de los II marqueses de Torre Orgaz.[12][13]

Casó el 12 de octubre de 1906, en Sevilla, con Miguel de Torre-Cabrera y Gómez-Galiano (Villanueva de la Serena, 5 de abril de 1873-Oliva de Mérida, 23 de septiembre de 1960), V marqués de Torres-Cabrera y IV conde de Campo-Espina. Fue su único hijo Miguel de Torres-Cabrera y Jaraquemada, nacido en Fregenal de la Sierra el 15 de febrero de 1911 y fallecido niño. Le sucedió, por sentencia judicial, su primo sobrino por mejor derecho:
- Gonzalo de Velasco y Solís (Fregenal de la Sierra, 6 de septiembre de 1917-Fregenal de la Sierra, 8 de febrero de 1980), XI marqués de Torre Orgaz por orden de 26 de octubre y carta de 4 de noviembre de 1963,[15][16] doctor en medicina y maestrante de Sevilla. Era hijo segundo de Manuel de Velasco y Jaraquemada, IV marqués de Riocabado, y de su esposa María de los Dolores de Solís y Cabeza de Vaca.[17]

Casó el 12 de septiembre de 1950, en Fregenal de la Sierra, con María Magdalena Sánchez-Arjona y Sánchez-Arjona (Sevilla, 17 de diciembre de 1926-Fregenal de la Sierra, 12 de junio de 1986), hija de Manuel Sánchez-Arjona de Velasco y de su esposa y prima María Sánchez-Arjona y Ureta. Le sucedió su hijo:
- Manuel de Velasco y Sánchez-Arjona (Madrid, 21 de diciembre de 1951-Fregenal de la Sierra, 29 de abril de 1995), XII marqués de Torre Orgaz por orden de 18 de junio y real carta de sucesión de 28 de julio de 1982,[15][18] y maestrante de Sevilla.[15]

Casó el 11 de julio de 1981, en Fregenal de la Sierra, con su pariente María de los Remedios Peche y Romero-Camacho (n. Mérida, 7 de julio de 1959), hija de Francisco Javier Peche y Martínez Rico y Sánchez-Arjona, VII conde de Torrepilares, y de su esposa María de los Remedios Romero-Camacho y Sánchez-Arjona. Le sucedió su hija:
- María Lourdes de Velasco y Peche (n. Mérida, 18 de septiembre de 1983), XIII marquesa de Torre Orgaz por orden de 15 y real carta de sucesión de 29 de abril de 1996.[15][19]